# William Cabell Bruce
Pour les articles homonymes, voir Cabell et Bruce.
Cet article possède un paronyme, voir William Bruce.
William Cabell Bruce (12 mars 1860 - 9 mai 1946) est un homme politique américain et écrivain lauréat du prix Pulitzer qui représente l'État du Maryland au Sénat des États-Unis de 1923 à 1929.

## Biographie
Bruce est né dans la comté de Charlotte, en Virginie, de Charles et Sarah Alexander (Seddon) Bruce (une sœur de James Seddon), et reçoit une formation universitaire à la Norwood High School and College du comté de Nelson, en Virginie. Il fréquente ensuite l'Université de Virginie où il bat Woodrow Wilson à la fois dans un débat formel très disputé et dans un concours de rédaction. En 1882, il est diplômé de la faculté de droit de l'Université du Maryland.
Bruce est admis au barreau du Maryland la même année et commence à pratiquer le droit à Baltimore, Maryland. En plus de sa carrière en droit, Bruce est également écrivain et reçoit un prix Pulitzer en 1918 pour son livre Benjamin Franklin, Self-Revealed.
Bruce commence sa carrière politique au Sénat du Maryland, servant de 1894 à 1896, et est nommé président du Sénat en 1896. Il est chef du département de droit de la ville de Baltimore de 1903 à 1908, membre de la Baltimore Charter Commission en 1910 et avocat général de la Commission de la fonction publique du Maryland de 1910 à 1922, date à laquelle il démissionne.
Bruce est candidat malheureux à l'investiture démocrate pour le poste de sénateur des États-Unis en 1916, mais est élu six ans plus tard lors des élections de 1922. Bruce est battu aux élections suivantes en 1928 par le républicain Phillips Lee Goldsborough et reprend la pratique du droit à Baltimore jusqu'en 1937, date à laquelle il prend sa retraite.
Bruce épouse Louise Este Fisher le 15 octobre 1887. Ils ont quatre fils, William Fisher Bruce, James Cabell Bruce, William Cabell Bruce et David K. E. Bruce. Il est décédé à Ruxton, Maryland, le 9 mai 1946. Il est enterré au cimetière de l'église épiscopale St. Thomas à Garrison, Maryland.

## Publications
- Benjamin Franklin, Self-Revealed: A Biographical Sketch and Critical Study Based Mainly on His Own Writings ; New York, Londres : G. Les fils de P. Putnam, 1917. (Disponible en ligne : Vol. I, Vol. II)
- Below the James: A Plantation Sketch ; New York: La Neale Publishing Company, 1918. (Disponible en ligne)
- John Randolph de Roanoke, 1773-1833 ; A Biography Based Largely on New Material, en 2 volumes; New York, Londres : G. Les fils de P. Putnam, 1922. (Disponible en ligne : Vol. I, Vol. II)
- Imaginary Conversations with Franklin, G. Les fils de P. Putnam, 1933.
- Recollections: and, The Inn of Existence, 1936.

## Références

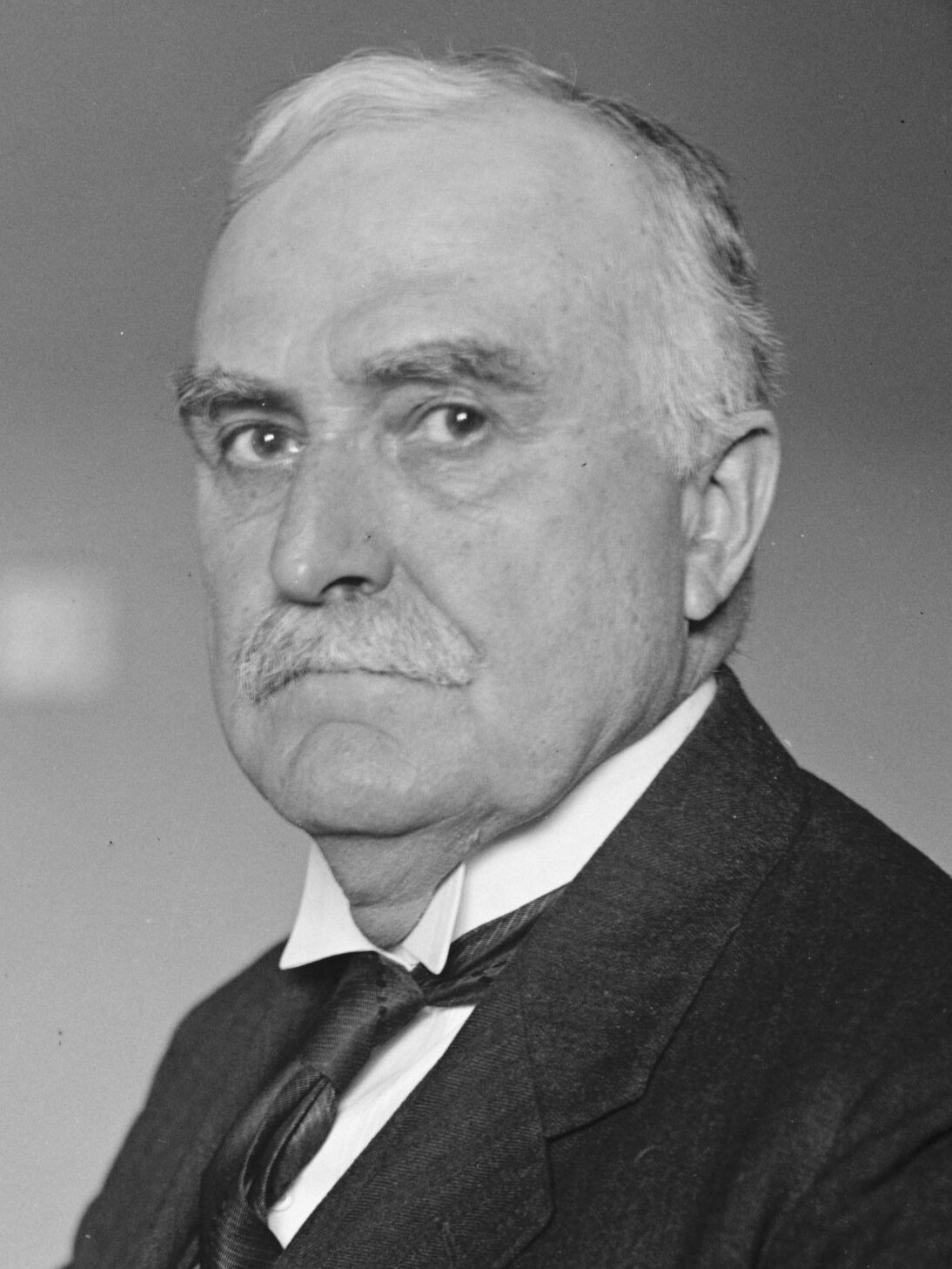
William Cabell Bruce en 1923.